# Principauté d'Abkhazie
1463–1864
Entités précédentes :
- Royaume d'Iméréthie

Entités suivantes :
- Empire russe

La principauté d'Abkhazie (en géorgien : აფხაზეთის სამთავრო; Apkhazetis samtavro) est un ancien état de la Géorgie, issu de la dissolution du Royaume de Géorgie. La principauté est restée indépendante sous les empires Ottoman et Russe, jusqu'à son absorption par cette dernière en 1864. Elle était dirigée par la   maison Chacba,

## Histoire
En mai 1808, Kelesh-Bey a été tué, son fils aîné Aslan-Bey est monté sur le trône, qui a décidé de conclure une Alliance avec la Turquie. Le fils Cadet de Sefer Bey, à l'instigation de sa belle-mère Nina Dadiani, s'est déclaré propriétaire légitime et vassal de la Russie, en 1810, les troupes russes ont attaqué Soukhoum-Kale et vaincu la kaolite abkhazo-turque dirigée par Aslan Bey. Abzazia fait partie de la Russie en tant que Principauté autonome. La guerre russe-caucasienne a commencé, Aslan Bey a fui à Sadzen, où il avait de nombreux liens, et a mis les Abkhazes contre la Russie, puis a fait plusieurs tentatives pour organiser un soulèvement. Après plusieurs tentatives infructueuses, Aslan Bey se rendit et partit pour la Turquie et les sociétés libres Abkhazes, alliées aux ubih, poursuivirent la guerre contre les Princes Pro-russes. La Russie a finalement conquis le Caucase en 1864, l'Abkhazie a été déclarée partie de l'Empire et a repris son existence. En 1866, une grande révolte a eu lieu dans le village de likhny afin de rétablir le pouvoir princier, elle a été supprimée.